# Tagwacht
Tagwacht ist der Name mehrerer sozialdemokratischer Zeitungen der Schweiz:
- Die Tagwacht in Zürich erschien ab 1869 als Organ der Sozialdemokraten und Gewerkschaften mit Herman Greulich als Redaktor, ab April 1870 als Wochenblatt. 1873 übernahm der Schweizer Arbeiterbund Die Tagwacht und gab sie zweimal wöchentlich heraus. Ihren Höhepunkt erreichte sie Mitte der 1870er Jahre mit einer Auflage von etwa 2'000 Exemplaren. Die Wirtschaftskrise und die Auflösung des Arbeiterbunds führten 1880 zur Einstellung des Blatts.[1]
- Die Berner Tagwacht wurde 1892 als Organ der kantonalen SP gegründet und kam ab 1906 als Tageszeitung heraus. 1909–1918 machte der Redaktor Robert Grimm aus ihr ein führendes Kampfblatt der Arbeiterschaft, das im Ersten Weltkrieg international Beachtung fand. Die Auflage betrug 1894 2'300 Exemplare und stieg in den 1930er Jahren auf rund 20'000. In den 1970er Jahren schloss die „Berner T.“ Kooperationsverträge mit sozialdemokratischen Tageszeitungen anderer Kantone ab, so mit der Basler Arbeiter-Zeitung bis 1984 und mit dem Freien Aargauer bis 1987. Um ihr Überleben zu sichern, erließ sie Ende der 1980er Jahre Solidaritätsappelle an SP-Mitglieder und Gewerkschafter. Trotzdem wurde sie 1997 wegen finanzieller Probleme eingestellt.[1]
- 1918 erschien die Seeländer Tagwacht, von 1896 bis 1897 die Oltner Tagwacht, von 1924 bis 1925 und von 1929 bis 1933 die Schaffhauser Tagwacht sowie 1943 die illegale Neue Berner Tagwacht, die als einzige kommunistisch ausgerichtet war.[1]